# Hypsipetes virescens
Hypsipetes virescens là một loài chim trong họ Pycnonotidae.